# Pervomaiski (Armavir, Krasnodar)
Pervomaiski (del ruso: Первомайский) es un jútor del ókrug urbano de la ciudad de Armavir, en el krai de Krasnodar de Rusia. Está situado en la orilla derecha del río Urup, afluente por la izquierda del río Kubán, 17 km al sureste de Armavir y 173 km al este de Krasnodar. Tenía 436 habitantes en 2010
Pertenece al ókrug rural Zavetni.

## Transporte
Al este de la localidad pasa la carretera federal M29 Cáucaso.